# Henry Buckley
Henry Buckley (Manchester, 1904 - Sitges, 1973) fou un fotoperiodista britànic d’origen irlandès, corresponsal que va cobrir la República i la guerra civil espanyola entre el 1929 i el 1939.
Procedia d'una família anglo-irlandesa. El seu pare va emigrar d'Irlanda, Cork, a Manchester; finalment es va casar amb Catherine Woodroffe i establir a Whaley- Bridge, prop de Manchester. Buckley va anar a la Universitat de Reading amb la intenció de graduar-se en Empresarials i viatjar a Alemanya com a home de negocis. Aviat, però, es va adonar que Europa estava enmig de conflictes socials i va decidir convertir-se en periodista per explicar al món el que estava passant.

## Vida professional
El seu primer nomenament com a corresponsal de guerra va ser a París i, com a periodista del diari The Daily Telegraph a Londres, el 1928 va ser enviat a Espanya on presenciaria la caiguda de la monarquia, el naixement de la segona República i, finalment, l'esdeveniment de la Guerra Civil espanyola. Va ser testimoni de deu anys d'esdeveniments que van canviar la història mundial i així es va convertir (juntament amb Hemingway, Herbert L. Matthews, Vincent Shean,o Robert Capa, entre d'altres) en un dels grans reporters de la guerra espanyola, que va escriure les seves vivències professionals als anys 40, acabada la Guerra arreu del territori espanyol seguint el conflicte, entre els fronts als quals es va desplaçar per fer les seves cròniques, hi ha el de Terol i la batalla de l'Ebre. Aquest llibre que ha esdevingut un relat personal i memòries dels fets històrics que narra tal com l'ha definit l'historiador i escriptor Paul Preston en el pròleg de la traducció castellana de l'obra, que ha fou traduïda pel seu fill Ramón Buckley. El seu llibre ha estat traduït posteriorment també al català.
Buckley també va informar sobre la Segona Guerra Mundial al nord d'Àfrica i finalment a Itàlia i va ser testimoni de l'entrada de les tropes aliades a Berlín el 1944. Aquell mateix any va tornar a Espanya per treballar per a Reuters, agència de notícies que arribaria a dirigir. En jubilar-se, va residir a la vila de Sitges (Barcelona) on va morir l'any 1973.
Des de l’any 2004, s'han realitzat i s'ha participat en diverses activitats culturals dutes a terme per la família com per exemple l'exposició de l'any 2009 de la qual es va publicar un catàleg i, des del 2021, també per l’associació de memòria històrica FeMemòria, que entre d'altres actuacions va organitzar una exposició de l'arxiu familiar el passat 2020-2021. Una part de l'arxiu fotogràfic Henry Buckley és consultable al portal digital Fotografia de Catalunya.